# Queer Nationalism
Queer Nationalism ist eine Ideologie innerhalb der Lesben- und Schwulenbewegung. Ihr liegt die Vorstellung zugrunde, die Homosexuellen seien nicht nur eine Gruppe mit gleichgeschlechtlichem Sexualverhalten, sondern bildeten aufgrund ihrer besonderen Kultur, ihrer Sitten und Gebräuche ein Volk.

## Queer Nation
Die Ursprünge der schwulen Identitätsbildung gehen im Wesentlichen auf den deutschen Juristen Karl Heinrich Ulrichs zurück, der bereits 1867 die Einführung der urnischen Ehe forderte und die Schaffung eines Urningen-Bundes vorschlug.
Die Vorstellung des Andersseins wird von vielen Schwulen und Lesben als selbstverständlich empfunden, bedingt durch die Erfahrungen der gesellschaftlichen Ausgrenzung und den natürlichen Hang von Minderheiten, Schutz und Unterstützung unter ihresgleichen zu suchen. Die Abschaffung der strafrechtlichen Verfolgung von Homosexuellen hat in vielen Ländern zur Entstehung einer lebhaften Subkultur geführt, wohingegen die gesellschaftliche und rechtliche Gleichstellung nicht in gleichem Maße verwirklicht werden konnte. Das führte zu einem zunehmenden Gefühl der Frustration und dem Wunsch nach einer weitestgehenden Abgrenzung von der als feindselig empfundenen heterosexuellen Mehrheit. Dieses Gefühl fand 1990 seinen Ausdruck in der Entstehung der Queer Nation, einer radikalen Organisation mit der Kampfparole „I hate Straights“ (in etwa Ich hasse Heten).
Ein Nationalstaat für Homosexuelle wurde unter anderem von William S. Burroughs vorgeschlagen, der seine Meinung später zugunsten einer organisierten Gemeinschaft, nach dem Vorbild der chinesischen Minderheit, änderte.
Der erste konkrete Plan, eine politische Einheit mit einer queeren Mehrheitsgesellschaft, allerdings unterhalb der nationalstaatlichen Ebene, zu gründen, war der Versuch, im sehr dünnbesiedelten Landkreis Alpine County im Hochgebirge Kaliforniens durch massive Zuzüge von Queers demokratisch die Mehrheit zu gewinnen und so die Verwaltung und politische Gestaltung zu übernehmen. Das Projekt entstand wenige Monate nach dem Stonewall-Aufstand im Dezember 1969, entwickelte sich deshalb auch unter dem Namen „Stonewall Nation“ und fand einige tausend Anhänger, kam aber im Jahr 1971, auch durch interne Differenzen, zum Erliegen.
Zur selben Zeit stellte L. Craig Schoonmaker einen ähnlichen Plan vor, in „Manhattan’s Nineteenth und Twentieth Districts“ durch Zuzüge eine Mehrheit von Homosexuellen zu etablieren, die dort dann eigene politische Entscheidungsträger bis hin zum Kongressabgeordneten wählt. Anders als beim Alpine-County-Projekt folgten diesem Plan aber keine praktischen Schritte.
1970 waren in der Homosexuellen-Zeitschrift „du & ich“ zwei Artikel zu lesen, die – auch unter Bezug auf Theodor Herzl (s. u.) – ein solches Projekt entwarfen: „eine öffentlich-rechtliche Heimstätte der Homosexuellen ..., eine Oase, in die man sich gerne zurückzieht ..., sei es Verfolgten und Zermürbten für immer, sei es anderen auf Zeit.“
Ein erster Versuch, einen staatlich-territorialen Anspruch zu erheben, wurde von einer Gruppe australischer Aktivisten am 14. Juni 2004 unternommen, die eine winzige Koralleninsel namens Cato besetzt und das Gay & Lesbian Kingdom of the Coral Sea Islands ausgerufen hat. Der neue Staat stellte sich ziemlich rasch als eine Mikronation unter vielen heraus, denn weder der Imperator Dale Parker Anderson noch sonst jemand war bereit, sich auf Cato dauerhaft niederzulassen. Die Unstimmigkeiten innerhalb der Führungsriege führten zur Zersplitterung in mehrere Gruppen.
Die argumentative Linie der schwul-lesbischen Nationalisten besteht darin, dass die UN in ihrer Allgemeinen Erklärung der Menschenrechte
- im Artikel 15 das Recht auf eine freie Wahl der Volkszugehörigkeit garantieren und
- im Artikel 16 das Recht zu heiraten unabhängig von der Volkszugehörigkeit garantieren.

Eine formale Anerkennung durch die UN als Volk würde in den Unterzeichner-Staaten mit großer Wahrscheinlichkeit zur Anerkennung der gleichgeschlechtlichen Ehe und Beseitigung jeglicher Diskriminierung führen.
Die sich formierende schwul-lesbische nationale Bewegung weist Parallelen zu der Judenemanzipation auf und orientiert sich bewusst an den Vorstellungen Theodor Herzls. Beispiele hierfür sind Gedanken von Magnus Hirschfeld in seinem Israelreise-Bericht und der von Garrett Graham vorgelegte Entwurf eines queeren Staates, der Herzls „Judenstaat“ als Paradigma für die Befreiung unterdrückter Minderheiten ansieht.
Die von den separatistischen Gruppen vorgeschlagene Emanzipation durch nationale Identitätsbildung findet in der offiziellen (integrativen) Queer-Theorie bislang wenig Beachtung, dagegen befasst sich die Nationalismusforschung mit diesem Thema ausführlich.

## Nationalismus-Forschung
Als erste betrachten Bérubé (1991) und Chee (1991) die Queer Nation als eine neue Form des Nationalismus.
Eine weitergehende Untersuchung wurde 1996 von Brian Walker in seinem Artikel Social Movements as Nationalisms, or, On the Very Idea of a Queer Nation veröffentlicht, in dem er auf das Vorhandensein wesentlicher Merkmale der nationalistischen Identitätsbildung hingewiesen hat. Walker ordnet das Gay Nationalism in den Bereich der ‚neuen‘ kulturellen Nationalismen, die er von den alten ethnischen und religiösen Nationalismen unterscheidet, wie sie von Kymlicka, Margalit und Raz beschrieben wurden. Nach Walkers Analyse erfüllt die schwul-lesbische Kultur viele Kriterien, um als Volk wahrgenommen zu werden. Walker argumentiert wie folgt:
- Alle Nationalismen begannen als soziale Bewegungen von Gruppen, die sich von der diskriminierenden Mehrheitsgesellschaft abzusetzen suchten.
- Die homosexuelle Gemeinschaft hat ihre eigenständige Kultur, mit einer Vielzahl an Diskussionsgruppen, Buchhandlungen, Bars, Kleintheatern und so weiter,
- hat eine eigene Geschichte, die zumindest bis in die Antike nachverfolgt werden kann,
- hat eine eigene Literatur,
- sucht den Zugang zu wesentlichen Elementen der staatlichen Kontrolle, um ihr eigenes Überleben (unter anderem gegen Angriffe unterschiedlich motivierter Gruppen) zu sichern, wobei sie sich in hohem Maße politisch organisiert, zum Teil suchen sie das Nationalgefühl zu erwecken.

Walker sieht vor allem das Internet als eine Chance für den globalen kulturellen Zusammenschluss der schwul-lesbischen Diaspora zu einem nicht-territorialen, aber weitestgehend staatsähnlichem Gebilde.
Diese These wird von Paul Treanor unterstützt, der eine andere als die existierende nationalistische Weltordnung für denkbar hält, nämlich die Organisation der Welt in anderen Strukturen als Territorialstaaten. In diesem Zusammenhang führt er die schwul-lesbische Gemeinschaft als ein Beispiel der nicht-territorialen nationalistischen Bewegungen an.

## Kritik
Die Kritiker des Konzeptes führen zum einen an, die sexuelle Orientierung eigne sich nicht als Basis für eine nationale Identität. Andere (z. B. Will Kymlicka) billigen den Homosexuellen zwar einen Status vergleichbar mit ethnischen Minderheiten zu, jedoch sei die Aufklärung der Gesellschaft und die Integration der Homosexuellen der Selbstausgrenzung vorzuziehen. Die Gay Nationalists halten dem entgegen, dass die von den Opponenten vorgeschlagene Integration in Wahrheit mit der Assimilation unter Aufgabe der eigenen Identität gleichbedeutend sei, weil impliziert werde, die Homosexuellen sollen sich anpassen.